# Dante (INGV)
Il progetto D.A.N.T.E. (Database of Etna's historical eruptions) dell'Istituto nazionale di geofisica e vulcanologia, o più semplicemente DANTE, è nato da una lunga ricerca scientifica iniziata nel 2011 e terminata nel 2025, divisa in due periodi storici, consultabile su www.ingv.it.

## Archivio delle eruzioni
Lo scopo del progetto - acronimo che evoca l'autore dell'Inferno non ha in realtà nulla di dantesco per un archivio digitale unico - è stato la creazione di una piattaforma on-line che raccogliesse in modo sistematico 2500 anni di storia eruttiva del vulcano Etna, incrociando i dati dei cataloghi storici assieme alle analisi scientifiche dell'Osservatorio Etneo dell'INGV (INGV-OE) a Catania e la Sezione di Pisa.
Si è però resa necessaria una revisione critica dei principali cataloghi già pubblicati in precedenza, implementando, integrando e aggiornando le informazioni con i dati del monitoraggio vulcanologico che svolge l'Osservatorio Etneo in Sicilia. Questa risorsa, di facile accessibilità, deriva da un lungo lavoro scientifico iniziato con la «Carta Geologica dell'Etna» nel 2011 ed è proseguito con datazioni precise di tutte le eruzioni laterali, spiega Stefano Branca, vulcanologo e coautore del progetto.
Sono documentate tutte le eruzioni, a partire dalle più significative alle meno note. Infatti, tra gli eventi naturali annotati spiccano l'«inedita» eruzione del 1689 fino Macchia di Giarre e che registrò 2 morti vicino Monte Cagliato (a Fornazzo), le spettacolari fontane di lava del 1800 (a oltre 3 km d'altitudine), l'emissione di cenere del 1863 arrivata fino all'isola di Malta, o ancora, poco conosciuta ai non addetti, la storia dell'antica colata del 240 a.C. che partita da Monte Ruvolo raggiunse il fiume Simeto e l'eruzione pliniana del 122 d.C. che formò la caldera del "Cratere del Piano".
Tuttavia il progetto, flessibile e sempre aperto, accetterà infatti nuovi contributi e aggiornamenti basati su fonti storiche, geologiche e scientifiche future.

## Datazioni
La sicurezza di una data nasce dal confronto di più metodi fra cui il Carbonio 14, le tecniche di archeomagnetismo e di paleomagnetismo.
DANTE è diviso fondamentalmente in due periodi: a) VI sec. a.C. - XVI sec. d.C.; b) XVII sec. - oggi. Il primo periodo è un intervallo di tempo ripercorso attraverso dati geologici, stratigrafici, tefrostratigrafici (lo studio dei depositi piroclastici) e geocronologici derivati dalla «Carta geologica dell'Etna» del 2011 e dai suoi successivi aggiornamenti. Il secondo periodo fino ai giorni nostri è invece il risultato dei dati estratti dalla disponibilità di una ricca raccolta di documentazioni scientifiche internazionali, integrata con i dati del monitoraggio vulcanologico degli ultimi 50 anni.
L'INGV, con questo strumento di riferimento, prosegue il suo costante impegno nella documentazione, nello studio e nella divulgazione dell'attività vulcanica dell'Etna, poiché sono azioni fondamentali per accrescere la consapevolezza e la conoscenza dei rischi connessi, sfatando dubbi ed eliminando una letteratura fantasiosa su eventi eruttivi inesistenti (e che talvolta persiste on-line), superficialmente tramandati da secoli.